# Adelzonilton
Adelzonilton Barbosa da Silva (Maceió, 29 de junho de 1943 – Rio de Janeiro, 9 de agosto de 2016) foi um compositor de música popular brasileira.

## Vida
Nascido em Maceió, se mudou para o Rio de Janeiro aos 4 anos. Adezenilton criou interesse pela música ainda criança, ao acompanhar Nelson Cavaquinho enquanto esse tocava em um bar. Após ser apresentado pelo dono do estabelecimento, se tornou amigo de Nelson. Em 1981, começou uma extensa parceria com Bezerra da Silva, rendendo dezesseis canções, a mais famosa sendo "Malandragem Dá Um Tempo".